# موزه تاریخ طبیعی مارسی

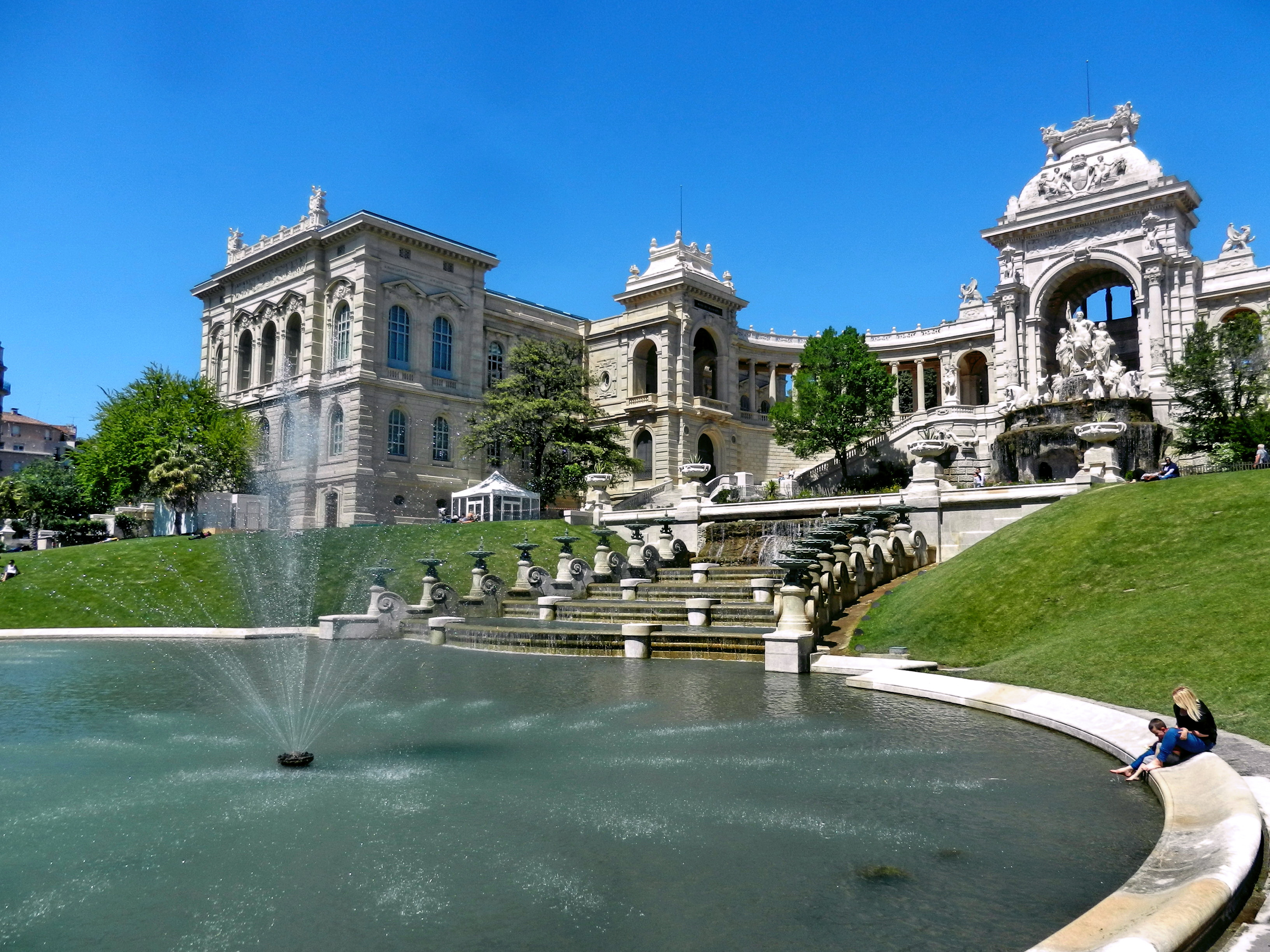
موزه تاریخ طبیعی در کاخ لونشان

موزه تاریخ طبیعی مارسی (فرانسوی: Muséum d'histoire naturelle de Marseille‎) یک موزه در شهر مارسی، فرانسه است که در سال ۱۸۱۹ میلادی تاسیس شده است، ساختمان این موزه در کاخ لونشان قرار دارد.